# توني كيلي (لاعب كرة قدم)
توني كيلي (بالإنجليزية: Tony Kelly)‏ (14 فبراير 1966 بكوفنتري في المملكة المتحدة - ) هو لاعب كرة قدم بريطاني في مركز الهجوم. لعب مع ستوك سيتي وكارديف سيتي وكولتشستر يونايتد ونادي بريستول سيتي ونادي بوري ونادي فالكيرك ونادي ليتون أورينت وهال سيتي وGimonäs CK ‏ ونونيتون بورو ‏ وكورنثيان كاشولز وسانت ألبانز سيتي ونادي تشيشونت وإنفيلد تاون ودولويتش هاملت وستراتفورد تاون ‏.